# Dagmar Stenbeck
Emma Dagmar Stenbeck, född Ekelund den 12 april 1889 i Kvillinge församling, död 11 maj 1985 i Stockholm, var en svensk filantrop. Hon var socialt engagerad, bland annat i svenska Röda Korset.

## Biografi
Dagmar Stenbeck föddes i Hult i Kvillinge (nuvarande Kolmårdens församling). Hennes föräldrar var Gunnar Ekelund och Helena Ekelund (född Frisell). Fadern var brukspatron vid Hults Bruk och riksdagsman i första kammaren under åren 1908–1919. I familjen fanns ytterligare tre syskon. Dagmar Stenbeck utbildade sig i sociala frågor, bland annat genom en kurs som arrangerades av Centralförbundet för Socialt Arbete (CSA) från vilken hon examinerades 1913. Därefter tjänstgjorde hon vid Svenska fattigvårdsförbundets barnavårdsbyrå i Stockholm. Hon gifte sig med justitierådet Nils Einar Stenbeck den 7 juli 1917 och de fick fyra barn tillsammans.
I samband med första världskriget började Dagmar Stenbeck att engagera sig i svenska Röda Korsets verksamhet med ideella hjälpsystrar. Under åren 1917–1938 var hon ledare för utbildningen av dessa. Hon var också ordförande för svenska Röda Korsets hjälpsysternämnd 1938–1961. Under många år var Dagmar Stenbeck även ledamot i Röda Korsets styrelse.
År 1939 tog Dagmar Stenbeck initiativ till att finska krigsinvalider skulle få komma till Sverige för vård och rehabilitering. Hon initierade också ett internathem på Lidingö för barn som hade gomdefekter. Efter 1942 kunde barnen få kirurgisk hjälp och talutbildning i vad som kommit att kallas Röda Korsets språkförskola. Hit kom barn från hela landet som stannade olika länge beroende på sina behov. Dagmar Stenbeck var själv ordförande i hemmets styrelse från 1942 till 1965. Utöver att hon organiserade hjälpinsatser för krigsskadade finländare gjorde hon detsamma för 30 000 av koncentrationslägrens överlevare. 1957 var det svenska influensapatienter som krävde hennes insatser.
År 1949 tilldelades Stenbeck Illis quorum. År 1961, vid en ceremoni på Konserthuset i Stockholm, tilldelades Dagmar Stenbeck Florence Nightingale-medaljen av the International Committee of the Red Cross.
Dagmar Stenbeck avled 1985, 96 år gammal, och är begravd på Matteus kyrkogård i Norrköping.